# Tom Gries
Thomas S. Gries (Chicago, 20 de dezembro de 1922 — Pacific Palisades, 3 de janeiro de 1977), mais conhecido como Tom Gries, foi um roteirista, produtor de cinema, diretor de cinema e televisão norte-americano.

## Filmografia
| Ano  | Título                                     | Direção/Roteiro/Produção | Notas                                           |
| ---- | ------------------------------------------ | ------------------------ | ----------------------------------------------- |
| 1977 | The Greatest                               | direção                  |                                                 |
| 1976 | Hunter                                     | direção                  | um episódio - TV                                |
| 1976 | At Ease!                                   | direção e roteiro        | TV                                              |
| 1976 | Helter Skelter                             | direção e produção       | TV                                              |
| 1975 | Breakheart Pass                            | direção                  |                                                 |
| 1975 | Breakout                                   | direção                  |                                                 |
| 1974 | Breakheart Pass                            | direção                  |                                                 |
| 1974 | The Healers                                | direção                  | TV                                              |
| 1974 | QB VII                                     | direção                  | minissérie de TV                                |
| 1974 | The Migrants                               | direção, produção        | TV                                              |
| 1973 | Lady Ice                                   | direção, produção        |                                                 |
| 1973 | Call to Danger                             | direção                  | TV                                              |
| 1973 | The Connection                             | direção                  | TV                                              |
| 1972 | Michael O'Hara the Fourth                  | roteiro, produção        |                                                 |
| 1972 | Journey Through Rosebud                    | direção                  |                                                 |
| 1972 | The Glass House                            | direção                  |                                                 |
| 1971 | Earth II                                   | direção                  | TV                                              |
| 1970 | The Hawaiians                              | direção                  |                                                 |
| 1970 | Fools                                      | direção                  |                                                 |
| 1969 | Number One                                 | direção                  |                                                 |
| 1969 | 100 Rifles                                 | direção, roteiro         |                                                 |
| 1968 | Will Penny                                 | direção, roteiro         |                                                 |
| 1967 | Garrison's Gorillas                        | direção                  | série de televisão - Dirigiu vários episódios   |
| 1966 | The Rounders                               | direção                  | série de televisão - Dirigiu vários episódios   |
| 1966 | Mission: Impossible: Wheels                | direção                  | série de televisão - Dirigiu vários episódios   |
| 1966 | The Monroes                                | direção                  | série de televisão - Dirigiu vários episódios   |
| 1966 | The Rat Patrol                             | direção (criador)        | série de televisão - Dirigiu vários episódios   |
| 1966 | Felony Squad                               | direção                  | série de televisão - Dirigiu vários episódios   |
| 1966 | Batman                                     | direção                  | série de televisão - Dirigiu vários episódios   |
| 1965 | Combat!                                    | direção                  | série de televisão - Dirigiu vários episódios   |
| 1965 | Honey West                                 | direção                  | série de televisão - Dirigiu vários episódios   |
| 1965 | I Spy                                      | direção                  | série de televisão - Dirigiu vários episódios   |
| 1965 | A Man Called Shenandoah                    | direção                  | série de televisão - Dirigiu vários episódios   |
| 1965 | Kraft Suspense Theatre                     | direção                  | série de televisão - Dirigiu dois episódios     |
| 1965 | For the People                             | direção                  | série de televisão - Dirigiu vários episódios   |
| 1964 | The Reporter                               | direção                  | série de televisão - Dirigiu vários episódios   |
| 1964 | The Man from U.N.C.L.E.                    | direção                  | série de televisão - Dirigiu vários episódios   |
| 1964 | Voyage to the Bottom of the Sea            | direção                  | série de televisão - Dirigiu vários episódios   |
| 1964 | The Nurses                                 | direção                  | série de televisão - Dirigiu um episódio        |
| 1964 | The Defenders                              | direção                  | série de televisão - Dirigiu vários episódios   |
| 1964 | East Side/West Side                        | direção                  | série de televisão - Dirigiu um episódio        |
| 1964 | Stoney Burke                               | direção                  | série de televisão - Dirigiu seis episódios     |
| 1964 | Route 66                                   | direção                  | série de televisão - Dirigiu quatro episódios   |
| 1962 | Stoney Burke                               | direção                  | série de televisão - Dirigiu vários episódios   |
| 1962 | The Detectives Starring Robert Taylor      | direção                  | série de televisão - Dirigiu vários episódios   |
| 1962 | Checkmate                                  | direção                  | série de televisão - Dirigiu vários episódios   |
| 1961 | Cain's Hundred                             | direção                  | série de televisão - Dirigiu vários episódios   |
| 1961 | The Rifleman                               | roteiro                  | série de televisão - Dirigiu vários episódios   |
| 1961 | Adventures in Paradise                     | direção                  | série de televisão - Dirigiu vários episódios   |
| 1960 | The Westerner                              | roteiro                  | série de televisão - vários episódios           |
| 1960 | Zane Grey Theater                          | direção                  | série de televisão - Dirigiu vários episódios   |
| 1960 | Assignment: Underwater                     | roteiro                  | série de televisão - vários episódios           |
| 1960 | Lock Up                                    | roteiro                  | série de televisão - vários episódios           |
| 1960 | The Man and the Challenge                  | direção, roteiro         | série de televisão -vários episódios            |
| 1960 | Wanted: Dead or Alive                      | roteiro                  | série de televisão -vários episódios            |
| 1959 | The Third Man                              | roteiro                  | série de televisão - vários episódios           |
| 1959 | Johnny Ringo                               | direção, roteiro         | série de televisão - vários episódios           |
| 1959 | Mustang!                                   | roteiro                  | screenplay                                      |
| 1959 | Bronco                                     | roteiro                  | série de televisão - vários episódios           |
| 1958 | Tombstone Territory                        | direção                  | série de televisão - Dirigiu vários episódios   |
| 1958 | Girl in the Woods                          | direção                  |                                                 |
| 1958 | The Court of Last Resort                   | direção                  | série de televisão - Dirigiu vários episódios   |
| 1958 | State Trooper                              | direção                  | série de televisão - Dirigiu vários episódios   |
| 1958 | Richard Diamond, Private Detective         | direção, roteiro         | série de televisão -vários episódios            |
| 1958 | Target                                     | direção                  | série de televisão -Dirigiu vários episódios    |
| 1957 | The Court of Last Resort                   | direção                  | série de televisão - Dirigiu vários episódios   |
| 1957 | Meet McGraw                                | direção                  | série de televisão - Dirigiu vários episódios   |
| 1956 | Science Fiction Theatre                    | roteiro                  | série de televisão - vários episódios           |
| 1956 | Wire Service                               | direção                  | série de televisão - Dirigiu vários episódios   |
| 1955 | Hell's Horizon                             | direção, roteiro         |                                                 |
| 1955 | TV Reader's Digest: Ordeal at Yuba Gap     | direção                  | série de televisão - Dirigiu vários episódios   |
| 1955 | Science Fiction Theatre: Friend of a Raven | direção                  | série de televisão - Dirigiu vários episódios   |
| 1955 | King Dinosaur                              | roteiro                  |                                                 |
| 1954 | Hunters of the Deep                        | roteiro, produção        |                                                 |
| 1954 | Serpent Island                             | direção                  |                                                 |
| 1953 | Donovan's Brain                            | produção                 |                                                 |
| 1953 | Boston Blackie                             | roteiro                  | série de televisão - vários episódios           |
| 1952 | The Unexpected                             | roteiro                  | série de televisão - vários episódios(teleplay) |
| 1952 | The Lusty Men                              | produtor                 | creditado como Thomas S. Gries                  |
| 1952 | The Bushwhackers                           | roteiro                  | creditado como Thomas S. Gries                  |